# Marcel Dassault
Marcel Dassault, nato Marcel Ferdinand Bloch (Parigi, 22 gennaio 1892 – Neuilly-sur-Seine, 17 aprile 1986), è stato un pioniere dell'aviazione, ingegnere, imprenditore, politico, editore e produttore cinematografico francese.
Fu un industriale aeronautico fondatore della odierna Dassault Aviation.

## Biografia
Dassault inventò un tipo di propulsore per aerei utilizzato dall'esercito francese durante la prima guerra mondiale e fondò l'azienda aeronautica Société des Avions Marcel Bloch. Il suo primo caccia, progettato assieme a Potez, altro giovane dal radioso futuro, non ebbe fortuna: la guerra terminò quando la produzione stava cominciando e così dell'SE vennero prodotti solo 115 esemplari piuttosto che i 1.000 ordinati.
Successivamente, visto che la produzione di aerei era precipitata a livelli infimi, si dedicò al commercio di mobili entrando nell'azienda del suocero, ma negli anni trenta ritornò con successo a lavorare nel mondo dell'aviazione. A seguito della nazionalizzazione della sua compagnia nel 1936, sotto il Fronte Popolare, rimase occupando l'incarico di direttore.
In quanto ebreo, venne deportato a Buchenwald durante la seconda guerra mondiale, rifiutandosi di collaborare con l'industria aeronautica tedesca. Sopravvissuto all'olocausto, Bloch cambiò il suo cognome dopo la guerra in Bloch-Dassault e fu autorizzato a sopprimere il cognome di nascita per decreto nel 1949. Dassault era una invenzione dallo pseudonimo del fratello, generale Darius Paul Bloch, nella resistenza francese, che era "Chardassò" questo termine derivava da "char d'assaut", ovvero in francese carro armato da assalto. Marcel volle inoltre aggiungere la lettera "L" che in francese si pronuncia come "ailes" ovvero "ali", in omaggio al volo aereo.
Dopo la guerra, Dassault costruì la principale azienda aeronautica francese Avions Marcel Dassault. Il figlio Serge gli successe alla guida del gruppo. Per diversificare le sue attività, si interessa alla stampa e lancia nel 1958 la rivista Jours de France (rivista che si arresta nel 1989, ma anche se non più pubblicata, il titolo appartiene oggi al groupe Le Figaro, che appartiene al gruppo Dassault), più tardi, negli anni 1980, si interessa anche al cinema (rileva la gestione di un cinema e produce diversi films). Gollista, è stato senatore delle Alpi-Marittime, poi deputato dell'Oise fino alla sua morte a 94 anni, decano dell'Assemblée nationale dal 1978 al 1986. Convertitosi al cattolicesimo nel 1950, Marcel Dassault è sepolto nel cimitero di Passy, nel XVI arrondissement di Parigi.

## Cinema

### Produttore cinematografico
- 1980 - Il tempo delle mele
- 1982 - Jamais avant le mariage
- 1982 - Il tempo delle mele 2
- 1984 - Les parents ne sont pas simples cette année
- 1984 - Carmen
- 1984 - La 7ème cible

### Sceneggiatore
- 1979 - Le temps des vacances
- 1982 - Jamais avant le mariage
- 1983 - L'estate dei nostri 15 anni
- 1984 - Les parents ne sont pas simples cette année

## Onorificenze
- Una piazza nell'VIII arrondissement di Parigi, la piazza circolare degli Champs-Élysées, è rinominata « rond-point des Champs-Élysées-Marcel-Dassault » nel 1992.